# Европейский маршрут E49
Европейский маршрут Е49 — европейский автомобильный маршрут категории А в Центральной Европе, соединяющий Магдебург, Германия и Вену, Австрия.

## Города, через которые проходит маршрут
- Германия

-  Магдебург — Галле — Лейпциг
-  Лейпциг — Шлайц
- B282 Шлайц — Плауэн
- B92 Плауэн — Бад-Брамбах — Шенберг-ам-Капелленберг (граница)

- Чехия

- 21 Войтанов (граница) — Хеб
- D6 Хеб — Карловы Вары
- 20 Карловы Вары — Пльзень — Ческе-Будеёвице
- 34 Ческе-Будеёвице — Тршебонь
- 24 Тршебонь — Нова-Весь-над-Лужници (граница)

- Австрия

- B2 Бранд-Нагельберг (граница) — Хорн
- B4 Хорн — Штоккерау
- S3 Штоккерау
- A22 Штоккерау — Вена

Е49 связан с маршрутами
| - E30 - E48 - E51 |  | - E55 - E59 - E441 |  | - E442 - E461 - E551 |

## Фотографии

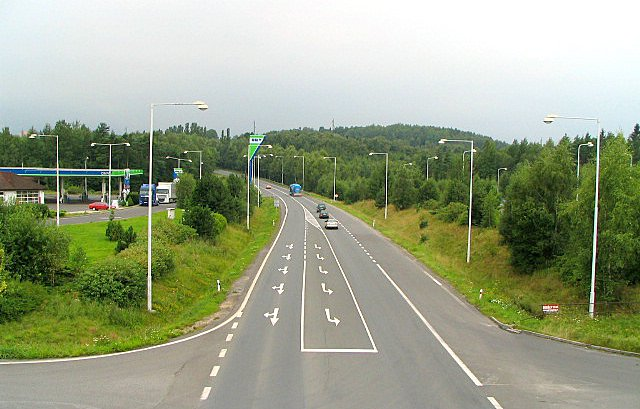
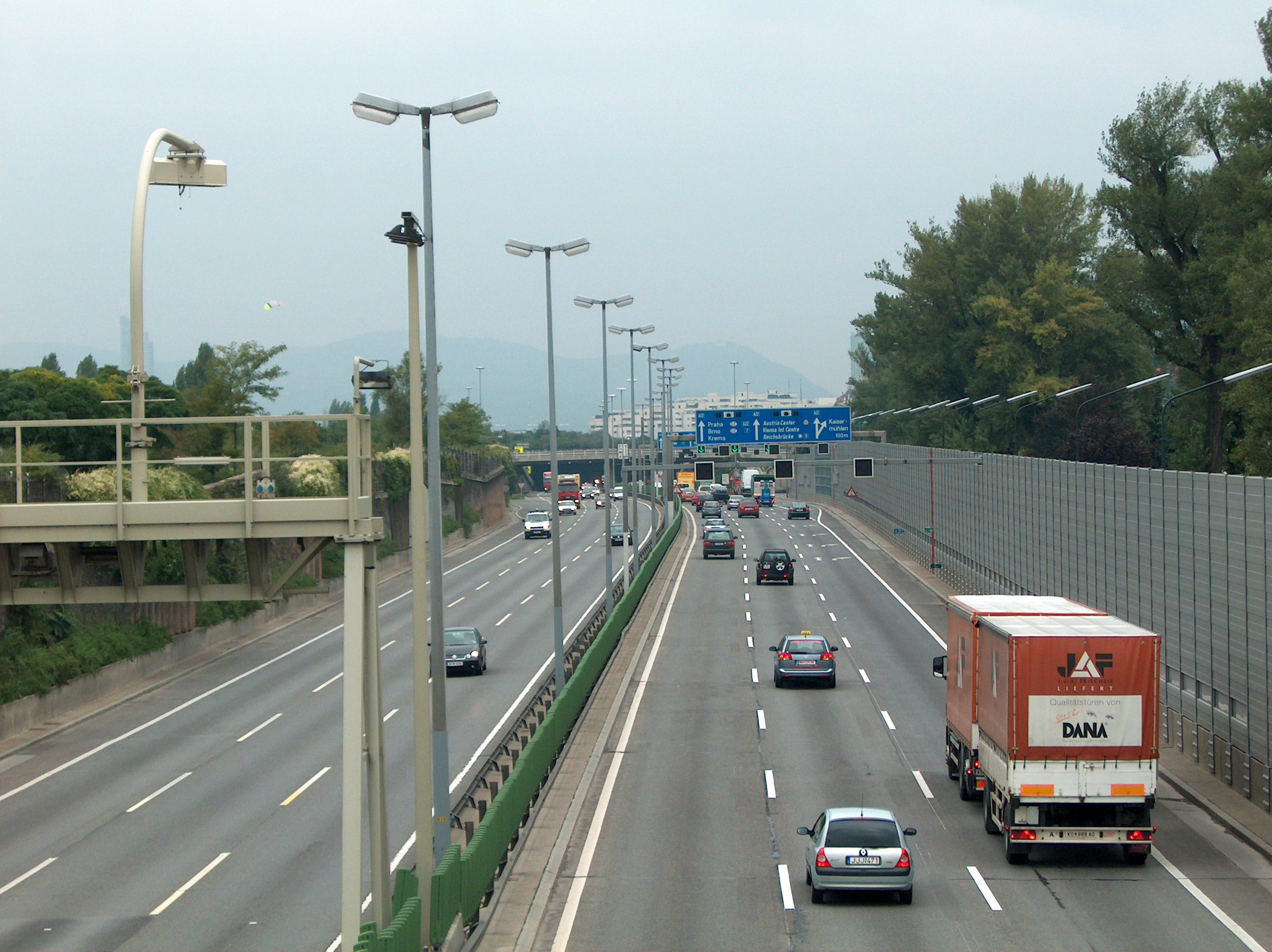
Е49 в Вене
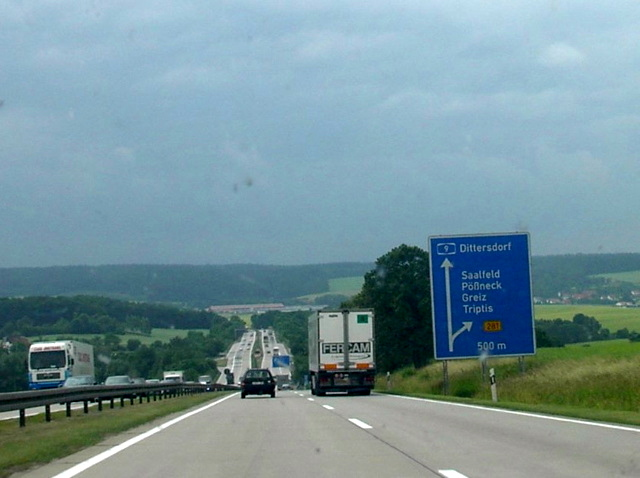